# Marco Marchionni
Marco Marchionni, né le 22 juillet 1980 à Monterotondo dans la province de Rome, est un footballeur international italien reconverti entraîneur.

## Biographie
Surnommé Marchio, il évolue au poste de milieu de terrain (ailier droit). 
Il possède 6 sélections (0 but) en équipe d'Italie, et 18 sélections (2 buts) en équipe d'Italie espoirs. 
Il rejoint la Fiorentina durant le mercato d'été 2009 dans le cadre d'un échange avec le milieu de terrain brésilien de la Fiorentina Felipe Melo.

## Palmarès
- Champion d'Italie de Serie B en 2006 avec la Juventus de Turin
- Vainqueur de la Coupe d'Italie en 2002 avec Parme